# Distretto di Sōraku
Il distretto di Sōraku (相楽郡, Sōraku-gun?) è uno dei distretti della prefettura di Kyōto, in Giappone.
Attualmente fanno parte del distretto i comuni di Kasagi, Minamiyamashiro, Seika e Wazuka.
| Controllo di autorità | VIAF (EN) 253874848 · NDL (EN, JA) 00639838 |